# Trgovište (Serbia)
Trgovište (cyr. Трговиште) – wieś w Serbii, w okręgu pczyńskim, siedziba gminy Trgovište. W 2011 roku liczyła 1767 mieszkańców.